# Fort Sill
Fort Sill est un camp militaire des États-Unis construit en 1869 et situé près de Lawton, dans l'État de l'Oklahoma, à environ 135 km au sud-ouest d'Oklahoma City.

## Mission
Classé monument historique, il sert de base à l'artillerie de campagne de l'US Army, ainsi que de centre d'entraînement pour l'artillerie de campagne (Field Artillery Training Center ou FATC). Il abrite également l'école de lutte antiaérienne, la United States Army Air Defense Artillery School.

## Histoire
Fort Sill fut aménagé par l'Armée américaine en 1869 sur les contreforts des montagnes Wichita pour surveiller les Amérindiens. Le chef apache Geronimo y fut emprisonné en 1894. D'autres personnages de l'Ouest américain ont séjourné dans ce fort, tels que Wild Bill Hickok ou Buffalo Bill. Lorsque l'agitation amérindienne se calma au début du XXe siècle, le fort fut transformé en poste d'artillerie et en école militaire.

## Personnalités liées
- Jeremy Blake (1971-2007), peintre américain y est né.
- John Godina, né en 1972 à Fort Sill, 2 fois médaillé olympique et plusieurs fois champion du monde du lancer du poids.